# Daia Română
Daia Română (in ungherese Oláhdálya, in tedesco Dallendorf), è un comune della Romania di 3 103 abitanti, ubicato nel distretto di Alba, nella regione storica della Transilvania.
Il comune è formato dall'insieme di 2 villaggi: Daia Română e Alba.

## Storia
Nel corso degli anni sono stati eseguiti scavi e studi archeologici che testimoniano la presenza di insediamenti umani nell'area del comune fin dai tempi più antichi. Una campagna di scavi avviata nel 1965-66 e proseguita fino al 1971 ha portato alla scoperta di reperti risalenti, secondo esami stratigrafici, al neolitico e distribuiti su sette livelli.
In un'altra area, circa 1,5 km ad ovest del centro attuale, sono stati scoperti insediamenti di epoca diversa su livelli sovrapposti che vanno dall'Età del bronzo alla cultura di Wittenberg, all'Età del ferro, all'epoca romana.
Il primo documento storico che cita la località è un documento del 1293 emesso da Andrea III d'Ungheria, in cui il villaggio viene citato come Dalya.